# 飛べない蝶と空の鯱
『飛べない蝶と空の鯱』（とべないちょうとそらのしゃち）は、手島史詞による日本のライトノベル。イラストは鵜飼沙樹。ガガガ文庫（小学館）より、2012年5月から刊行されている。

## 登場人物
登場人物表記は＜名前 / ローマ字表記＞とし､ローマ字表記に関しては作中で紹介されているもののみ記載。

### 主要人物
ウィル / Will
年齢17歳。本名は、ウィリアム=スターリング。本作の主人公。軍学校に通いながら、武装郵便局『蝶と鯱』を開業、経営する。
ジェシカ / Jessica
本名､ジェシカ=シルバーベル。年齢15歳。出身地不明。
本作のヒロインであり『蝶と鯱』でウィルの相棒を務める。高所恐怖症。
人間の身体に蝶のような翅を持つ「半人半妖」。
ヒルダ / Hilda
本名､ヒルデガルド=フォン=ヴィンゲン。年齢不明(容姿は13歳程度の少女)。ミグランド出身。現ハイフォニア在住。
『蝶と鯱』の得意客。「ワインのような紅の髪」､「血のような瞳」など､妖艶な容姿を連想させる表現が多い。夜色のドレスを纏い､陽の光を嫌うようなこうもり傘を持ち歩く姿から＜夜姫＞の異名を持ち､現代最強の霧鍵士と称される。
その正体は､＜霧＞への耐性が強い人間を掛け合わせることで､何百年もかけて意図的に造られた血族ヴィンゲン家の人間。絶対言語と呼ばれる､術者(自分)の命と引き替えに一度だけ奇跡を起こす霧鍵式を扱うことが出来る。50年前の重蝕にその力を使い､ランディスを甦らせたことで､姉ジゼルの「ヒルダの寿命を延ばす」という絶対言語が歪み､成長しない身体になってしまっていた。現在は､ランディスが遺した汎用式絶対言語＜永遠機関＞により､オリジナルには及ばないものの重蝕でなくとも絶対言語を発動可能となった。身体が成長するようになったのかは､ヒルダ自身もまだ分かっていない。
過去に「吸血ババア」と言った霧鍵士に対し､軍艦をも破壊するような軍用霧鍵式を放ったことがあるらしく､ザックスに「ババア」と言われた際には「禁一級霧鍵式＜ムスペルヘイム＞」をザックスの盾代わりにされた＜エインヘリヤル＞に問答無用で叩き込み､術者のジャックを再起不能にするなど､年齢のことに触れられるとあからさまに機嫌を損ねる。
レン / Len
年齢16歳。

レンカ=クヨー。

### ＜七つの鍵＞
組織の呼称。全ての島を雲海に落とし､＜七つの鍵＞で新生させることを目的とする。
シュネー / Schnee
本名､シュネリア=ユーベル。
組織＜七つの鍵＞の総帥。≪フィンブル≫を持つ。
ビルギッド / Birgid
本名､ビルギッド=ギリアン。
≪ロキ≫を持つ。
ザックス / Sachs
本名､ザックス=ロギー。
組織＜七つの鍵＞の一員で､≪レーヴァティン≫を持つ。
語尾に「〜さ」と､口調に独特な訛りがあり､顔には焔を象った入れ墨がある。
≪レーヴァティン≫
＜七つの鍵＞の一つ。長槍。飛行機能を備える。厳密には､突きを加速させる機能だが､その上に飛び乗ることで長距離の飛行が可能。さらには焔を鎧のように自身の周囲に纏わせることもでき､こちらが本来の能力である。その焔は「どんな霧鍵式でも焼き尽くす」とされ､銃機槍の弾丸やジェシカの茨､地面すらを融解させる威力を持つ。
ヘイムダル / Heimdall
≪ビフレスト≫を持つ。
ジャック
本名､ジャック=ポールマン。
≪エインヘリヤル≫を持つ。

## 用語
渡り鳥
翼舟
封書
霧鍵式
七つの鍵(霧鍵式)
霧鍵機関
絶対言語
蒼界
雲界
霧妖
七つの鍵(組織)

## 既刊一覧
手島史詞､ガガガ文庫(小学館)
| タイトル                                         | 初版発行日     | ISBN              |
| ------------------------------------------------ | -------------- | ----------------- |
| 飛べない蝶と空の鯱 〜たゆたう島の郵便箱〜        | 2012年5月23日  | 978-4-09-451343-1 |
| 飛べない蝶と空の鯱 〜たゆたう島の郵便箱〜 2      | 2012年10月23日 | 978-4-09-451373-8 |
| 飛べない蝶と空の鯱 〜たゆたう島の郵便箱〜 3      | 2013年1月23日  | 978-4-09-451389-9 |
| 飛べない蝶と空の鯱 〜蒼の彼方より､最果てへ〜 I   | 2013年5月22日  | 978-4-09-451414-8 |
| 飛べない蝶と空の鯱 〜蒼の彼方より､最果てへ〜 II  | 2013年10月23日 | 978-4-09-451445-2 |
| 飛べない蝶と空の鯱 〜蒼の彼方より､最果てへ〜 III | 2014年2月23日  | 978-4-09-451468-1 |